# Шварц (Мекленбург)
Шварц (њем. Schwarz) општина је у њемачкој савезној држави Мекленбург-Западна Померанија. Једно је од 60 општинских средишта округа Мириц. Према процјени из 2010. у општини је живјело 404 становника. Посједује регионалну шифру (AGS) 13056061.

## Географски и демографски подаци
Шварц се налази у савезној држави Мекленбург-Западна Померанија у округу Мириц. Општина се налази на надморској висини од 57 метара. Површина општине износи 26,3 km². У самом мјесту је, према процјени из 2010. године, живјело 404 становника. Просјечна густина становништва износи 15 становника/km².